# Ойдешть
Ойдешть, Ойдешті (рум. Oidești) — село у повіті Алба в Румунії. Входить до складу комуни Відра.
Село розташоване на відстані 327 км на північний захід від Бухареста, 59 км на північний захід від Алба-Юлії, 67 км на південний захід від Клуж-Напоки, 148 км на північний схід від Тімішоари.

## Населення
За даними перепису населення 2002 року у селі проживали 79 осіб, усі — румуни. Усі жителі села рідною мовою назвали румунську.